# Rio São Francisco Falso (Braço Sul)
O rio São Francisco Falso (Braço Sul) é um curso de água que banha o estado do Paraná. 